# 1950年體育
请参看：
- 1950年
- 1950年电影
- 1950年文学
- 1950年音乐
- 1950年体育
- 1950年电视
- 1950年台灣

1950年重要國際體育賽事包括：
- 首屆一級方程式賽車舉行
- 第四屆世界盃足球賽；6月24日至7月16日於巴西舉行

## 體育大事

### 4月至6月
- 5月13日——首屆一級方程式賽車揭幕，第一場賽事於英國銀石賽道舉行，由意大利車手Giuseppe Farina奪得冠軍。

### 7月至9月
- 7月16日——烏拉圭力壓巴西成功第二度奪得世界盃足球賽冠軍。

## 足球
主條目：1950年足球